# Мамонтова, Вера Алексеевна
Ве́ра Алексе́евна Ма́монтова (24 декабря 1917, Киев — 27 марта 2016, Киев) — советский и украинский энтомолог, специалист по систематике тлей, доктор биологических наук (1976), заведующая отделом экологии и фауны насекомых Института зоологии АН УССР (1977—1982). Автор около 100 публикаций, в частности, 7 монографических. Лауреат Государственной премии УССР в области науки и техники (1976).

## Биография
Окончила Киевский университет (1941), где и работала в 1944—1947 годах научным сотрудником Каневского биогеографического заповедника; с 1947 года — в институте зоологии АН УССР: в 1977—1982 годах — заведующая отделом экологии и фауны насекомых, в 1982—1990 годах — консультант, в 1999—2001 годах — внештатный сотрудник отдела энтомологии.
Проводила научные исследования в области экологии, эволюции, филогении и систематики тлей фауны Восточной Европы. Собрала коллекцию этих насекомых (свыше 600 видов), описала 4 рода, 44 вида и 6 подвидов, новых для науки. Участвовала в составлении «Определителя вредных и полезных насекомых и клещей однолетних и многолетних трав и зерновых культур в СССР» (Ленинград, 1983).
Именем В. А. Мамонтовой был назван 1 род (Mamontova Shaposhnikov) и несколько видов и подвидов тлей (Periphyllus mamontovae Narzikulov; Disaphys nevskyi mamontovae Shaposhnikov, и т. д.).

## Важнейшие научные труды
- Мамонтова, В. А. 1953. Тли сельскохозяйственных культур правобережной лесостепи УССР. Киев, Изд. АН УССР: 72 с.
- Мамонтова, В. А. 1955. Дендрофильные тли Украины. Киев, Изд. АН УССР: 92 с.
- Мамонтова, В. А. 1959. Злакові попелиці України. Киев, Вид. АН УРСР: 94 с.
- Мамонтова, В. А. 1972. Фауна України. Т. 20, Вип. 7. Попелиці-ляхніди. Наукова думка, Київ: 229 с.
- Мамонтова, В. А. 1980. Эволюция, филогенез, система тлей семейства ляхнид. Вестник зоологии, (1): 3-12.
- Мамонтова, В. А., Зерова, М. Д., Дьякончук, Л. А., Ермоленко, В. М. и Козлов, М. А. 1991. Насекомые-галлообразователи. Том III. Наукова думка, Киев: 344 с.
- Мамонтова, В. А. 1999. Полиморфизм тлей в свете их эволюции. Вестник зоологии, 33(6): 3-16.
- Мамонтова, В. А. 2008. Эволюция, филогенез, система тлей семейства Ляхнид (Homoptera, Aphididae). Наукова думка, Киев. 208 с.
- Мамонтова, В. А. 2012. Тли семейства Ляхнид (Homoptera, Aphidoidea, Lachnidae) фауны Восточной Европы и сопредельных территорий. Наукова думка, Киев. 256 c.